# Chapmanville
Chapmanville est une ville située dans le comté de Logan, dans l’État de Virginie-Occidentale, aux États-Unis. Lors du recensement de 2010, sa population s’élevait à 1 256 habitants.
La ville porte le nom du pionnier Ned Chapman.

## Source
- (en) Cet article est partiellement ou en totalité issu de l’article de Wikipédia en anglais intitulé « Chapmanville, West Virginia » (voir la liste des auteurs).

1. ↑  (en) Kenny Hamill, West Virginia place names, their origin and meaning, including the nomenclature of the streams and mountains, The Place Name Press, 1945 (lire en ligne), p. 164.